# Kanajanahalli, Hassan
Kanajanahalli là một làng thuộc tehsil Hassan, huyện Hassan, bang Karnataka, Ấn Độ.